# Термен Лев Сергійович
Лєв Сєргєйєвіч Тєрмєн (15 (28) серпня 1896, Санкт-Петербург — 3 листопада 1993, Москва) — російський винахідник. Створив оригінальний музичний інструмент — терменвокс, винайшов телевізійну передачу сигналу, створив першу систему відеоспостереження, сигналізацію, що реагує на присутність людини, безконтактний підслуховувальний пристрій (прообраз сучасного мікрофона), автоматичне відкривання дверей та автоматичне освітлення і багато іншого.
За життя займався винахідництвом, музикою, бізнесом. З 1927 до 1938 року був резидентом радянської розвідки в США, офіційно працюючи в торговому представництві.

## Біографія
Лєв Тєрмєн народився у дворянській православній сім'ї з німецьким та французьким корінням (по-французькому родове прізвище писалося як Theremin). Мати — Євгенія Антоновна, батько — Сєргєй Емільєвіч, відомий юрист.

### Початок кар'єри

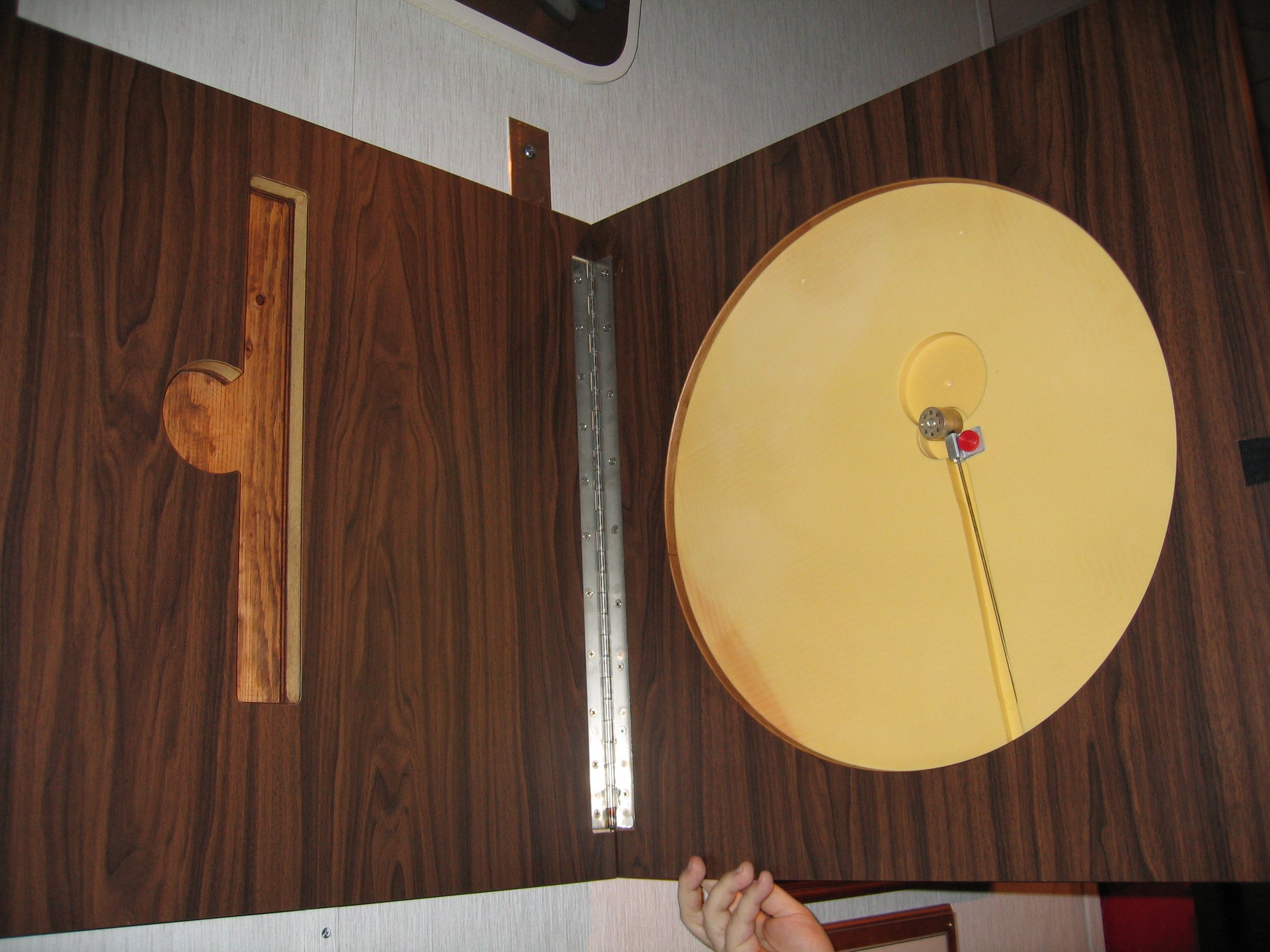
Шпигунський прилад, що був розроблений Львом Тєрмєном

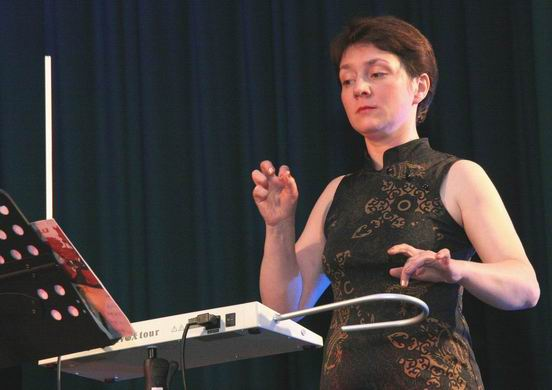
Лідія Кавіна грає на терменвоксі, музичному інструменті розробленому Львом Тєрмєном

Перші самостійні досліди з електротехніки Лєв Тєрмєн здійснив ще в роки навчання в Першій петербурзькій чоловічій гімназії.
В 1916 році закінчив Петербурзьку консерваторію по класу віолончелі; паралельно навчався на фізико-математичному та астрономічному факультетах Петербурзького університету.
Брав участь у бойових діях Першої світової війни в чині підпоручника радіотехничного батальйону; в армії екстерном закінчив офіцерську електротехнічну школу (у 1917 р.). Після Жовтневого перевороту 1917 року був направлений на роботу в Царськосільську радіостанцію під Петроградом (тоді — найпотужнішу радіостанцію в Росії), пізніше — у військову радіолабораторію в місті Москві.

### Перші знамениті винаходи
З 1919 року Тєрмєн — завідувач лабораторії фізико-технічного інституту в Петрограді. Паралельно співпрацює (з 1923 р.) з Державним інститутом музичної науки в Москві.
В 1919—1920 рр., працюючи над радіовимірюванням діелектричної сталої газів при змінних температурі й тиску, винайшов електроінструмент етерофон, що зробив його дуже відомим і отримав на його честь назву «терменвокс». Принцип роботи інструмента полягав у генерації звуку при переміщенні рук гравця в електромагнітному полі, генерованому терменвоксом. Цей самий принцип був покладений Тєрмєном в основу винайденої ним сигналізації. Обидва винаходи: терменвокс і сигналізація — були запущені в серійне виробництво.
В 1925—1926 роках Тєрмєн винайшов телевізійну передачу сигналу — «далекобачення» — і на її основі сконструював систему відеоспостереження. Планувалося оснастити такими системами прикордонні війська, однак недостатньо високий на той час рівень розвитку технічної бази призвів до згортання цього проекту.

### Перебування в Америці
У 1927 р. за сприяння академіка Йоффе був відряджений Наркомпросом РРФСР на міжнародну конференцію з фізики та електроніки, що проходила у Франкфурті-на-Майні, для демонстрації терменвокса. Об'їздив з концертами всю Європу. Доповідь Тєрмєна та демонстрація його винаходів мали величезний успіх і принесли йому всесвітню славу. У зв'язку з появою комерційного попиту на інструмент Тєрмєна було відряджено до США; у Нью-Йорку він заснував фірму-студію Teletouch Inc., яка почала виробляти різноманітну автоматику, переважно винайдену Тєрмєном.

### Робота на радянську оборонну промисловість
У 1938 р. Тєрмєна відкликали в СРСР, де арештували й звинуватили у підготовці вбивства Кірова. Вирок — 8 років виправних робіт на Колимі. В таборі пробув лише рік, оскільки й тут проявив раціоналізаторські здібності: механізував переміщення каменю для будівництва, побудувавши монорейк для пересування тачок. Після цього взимку 1940 р. його перевели в Омськ в конструкторське бюро Туполева (на жаргоні, в «шарашку», оскільки організація фактично знаходилася на тюремному положенні), де всю ІІ світову війну розробляв обладнання для радіокерування безпілотними літаками та радіобуї. Паралельно створив підслуховувальну систему «Буран».
У 1947 р. Тєрмєну, ще в'язню, присвоїли Сталінську премію І ступеня. Пізніше був звільнений, отримав двокімнатну квартиру в Москві; до виходу у 1964 р. на пенсію працював у секретних лабораторіях КДБ.

### Останні роки
Перебуваючи на пенсії, влаштовується на роботу в акустичну лабораторію Московської державної консерваторії. Після статті про Тєрмєна в «Нью-Йорк Таймс» у 1968 р. і зростання інтересу до нього в США (до цієї статті його вважали давно померлим), керівництво консерваторії звільнило його, а апаратуру лабораторії було списано й викинуто. Влаштувався механіком 6-го розряду в лабораторію акустики Московського держуніверситету.
У 1980 р. на запрошення американського режисера Стіва Мартіна Тєрмєн знову відвідує США та Нідерланди. Останні роки прожив у сім'ї дочки в Москві. Помер 3 листопада 1993 р.